# سیارک ۲۷۹۳
سیارک ۲۷۹۳ (به انگلیسی: 2793 Valdaj، نامگذاری:1977QV) دو هزار و هفتصد و نود و سومین سیارک کشف شده‌است که در ۱۹ اوت ۱۹۷۷ کشف شد.
قدر مطلق سیارک برابر ۱۰٫۸۰ است.